# 猴子自拍照著作權爭議

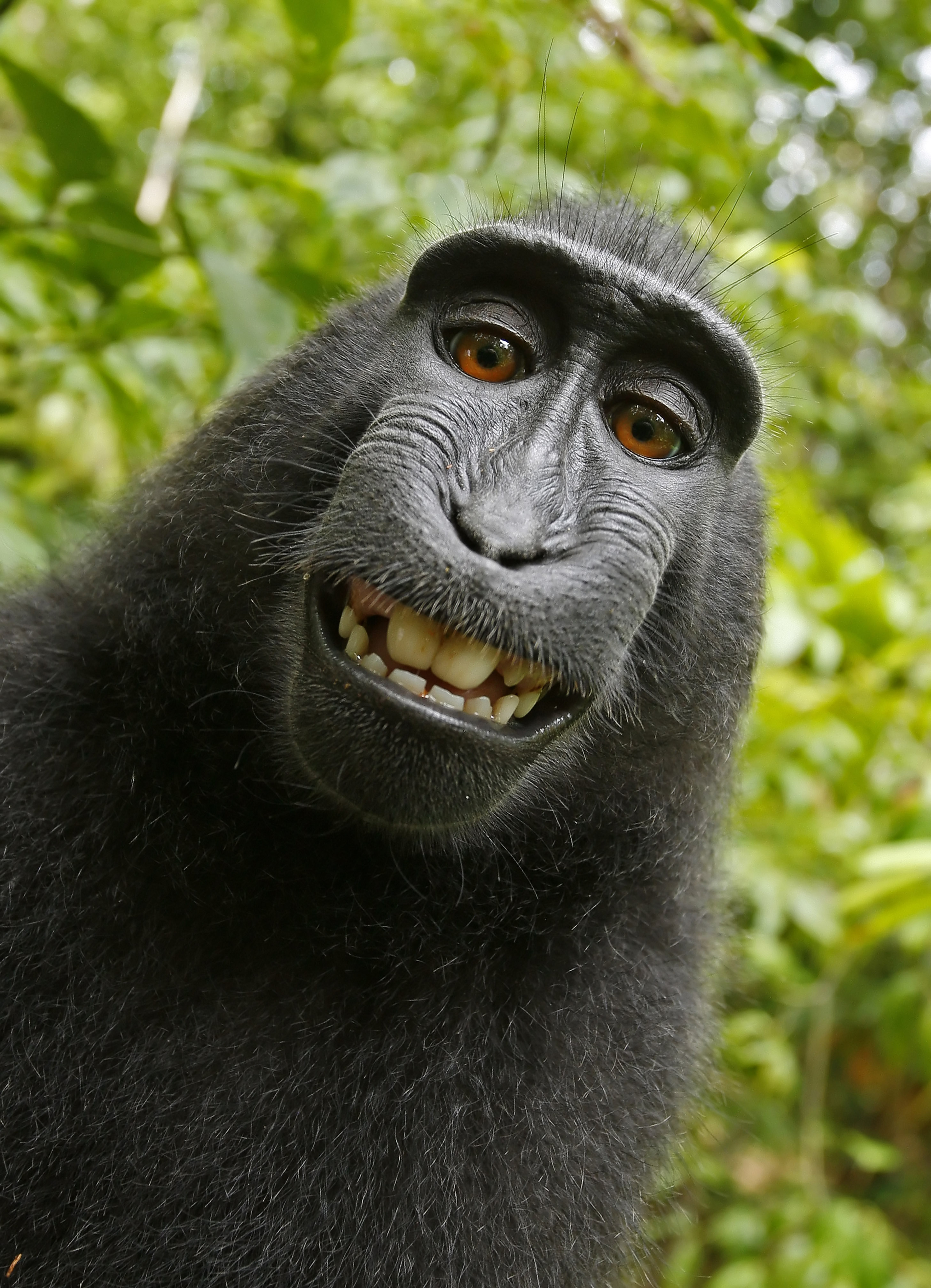
由黑猴「自拍」的爭議照片之其中一張

猴子自拍照著作權爭議（英語：monkey selfie copyright dispute）是因黑猴使用英國自然攝影師大衛·斯萊特（David Slater）的攝影器材拍攝一系列自拍照，所引發的爭議。
這些圖像存放於維基共享資源中，於2014年中成為爭議焦點，爭點在於非人類動物所產生的藝術作品是否受到著作權保護。斯萊特對於這些圖像聲明著作權；動物保護團體善待动物组织則控告斯萊特，認為他侵害了猴子的著作權。有許多學者與機構提出反對意見，認為著作權由創作者持有，而非人類創作者（不具有法律主體）則無法持有著作權。2014年12月，美國著作權局聲明非人類所創作的作品不是美國著作權的主體。2016年，美國聯邦法官決定猴子無法自行持有這些圖像的著作權。2018年，第九巡回上诉法庭维持原判。
截至2016年1月，斯萊特持續聲明這些圖像的著作權權利。2017年，斯萊特與善待动物组织達成和解協議，斯萊特同意把這些圖像的未來收益捐出25%給予保護野生動物組織。

## 背景
2011年，自然攝影師大衛·斯萊特（David Slater）從澳大利亞新南威爾斯馬森旅行到印度尼西亞去拍攝黑猴。在這次攝影當中，斯萊特使用三腳架固定相機，並故意離開遙控快門，讓黑猴能接近相機。一隻母黑猴按下了遙控快門，拍攝了數張照片。這些照片中大多數不能使用，但有少數照片有黑猴的清晰身影，斯萊特隨後發佈了這些照片，稱為「猴子自拍照」。

## 2014年維基媒體國際會議
2014年，「猴子自拍」成為該年度維基媒體國際會議（於倫敦巴比肯藝術中心舉辦）的一個主題。維基百科創辦人兼維基媒體基金會董事吉米·威爾斯在內的與會者使用黑猴的自拍照複製本進行自拍。

## 外部連結
- 维基共享资源上的相關多媒體資源：猴子自拍照著作權爭議